# Анциферов, Михаил Стафеевич
Михаил Стафеевич Анци́феров (1750—1815) — российский общественный деятель, градоначальник Петрозаводска, купец.

## Биография
Имел дом в Петрозаводске, занимался торговлей и судовым промыслом. Выполнял подряды по добыче и поставке руды и древесного угля для нужд Олонецких горных заводов. Выполнял подряды на доставку продукции Александровского завода в Санкт-Петербург собственными судами.
В 1778—1780 годах избирался ратманом, в 1785—1790 годах избирался депутатом, гласным общей Петрозаводской городской думы.
В 1802—1803 годах — городской голова Петрозаводска. В апреле 1803 года подал в отставку по состоянию здоровья.

## Семья
Жена — Екатерина Ивановна (род. 1761, Олонец). Дочь Екатерина (род. 1778), сыновья — Иван (1776—1811), Илья (1780—1810).